# Bezirk Nīca
Der Bezirk Nīca (Nīcas novads) war ein Bezirk in Lettland, der von 2009 bis 2021 existierte und im Südwesten des Landes in der historischen Landschaft Kurzeme lag. Bei der Verwaltungsreform 2021 wurde der Bezirk aufgelöst, seine Gemeinden gehören seitdem zum Bezirk Dienvidkurzeme.

## Geographie
Der Bezirk grenzte direkt an die Ostsee. Die südwestliche Grenze wurde vom Pape-See gebildet. Im Norden wiederum lag der Libauer See.

## Bevölkerung
Der Bezirk bestand aus der Gemeinde (pagasts) Otaņķi und dem Verwaltungszentrum Nīca. 3858 Einwohner lebten 2010 im Bezirk Nīca.

## Nachweise
1. ↑  Vides aizsardzības un reģionālās attīstības ministrija (Ministerium für Naturschutz und Regionalentwicklung), Karten und Auflistung der Verwaltungseinheiten, abgerufen am 17. Juli 2021